# Rychlostní konstanta
Rychlostní konstanta k je konstanta popisující rychlost a směr chemické reakce s ohledem na koncentraci reaktantů.
Při reakci látek A a B za vzniku C,
a A + b B → c C
kde a, b, a c jsou stechiometrické koeficienty,
pak pro rychlost reakce platí:
{\displaystyle r=k[\mathrm {A} ]^{m}[\mathrm {B} ]^{n}}
kde k je reakční konstanta závislá na teplotě a [A] a [B] jsou molární koncentrace látek A a B v molech na jednotkový objem roztoku (pro reakce na rozhraních je třeba použít moly A či B na jednotku plochy).
Exponenty m a n se označují jako částečné řády reakce a nemusí se rovnat stechiometrickým koeficientům a a b; závisejí na mechanismu reakce a lze je určit experimentálně.
Součet m a n (m + n) se označuje jako celkový řád reakce.

## Jednotlivé kroky
Téměř všechny jednotlivé kroky reakcí jsou jednomolekulární nebo bimolekulární. Pro jednomolekulární krok
A → P
lze rychlost reakce vyjádřit jako {\displaystyle r=k_{1}[\mathrm {A} ]}, kde {\displaystyle k_{1}} je rychlostní konstanta jednomolekulární reakce. Jelikož reakce vyžaduje změnu molekulové geometrie, tak konstanta jednomolekulární reakce nemůže být vyšší než frekvence vibrací molekul. Tato konstanta tedy mívá horní mez k1 ≤ ~1013 s−1.
Pro bimolekulární krok
A + B → P
se rychlost vyjádří jako {\displaystyle r=k_{2}[\mathrm {A} ][\mathrm {B} ]}, kde {\displaystyle k_{2}} je rychlostní konstanta bimolekulární reakce. Horní mez této reakce je určena možnou četností srážek molekul, jejíž hodnota je omezována difúzí. Obecná horní mez rychlostní konstanty bimolekulární reakce je k2 ≤ ~1010 M−1s−1.
U termolekulárního kroku
A + B + C → P
je rychlost reakce {\displaystyle r=k_{3}[\mathrm {A} ][\mathrm {B} ][\mathrm {C} ]}, kde {\displaystyle k_{3}} je rychlostní konstanta termolekulární reakce.
Jen ojediněle mohou být dílčí kroky vyšších řádů, protože pravděpodobnost srážky tří a více molekul ve vhodných konformacích a vzájemně orientovaných tak, aby se mohl vytvořit odpovídající přechodný stav, je nízká.
Jsou ale popsány i termolekulární reakce v plynné fázi; většinou jde o rekombinace dvou atomů nebo malých molekul či radikálů za přítomnosti nereaktivní třetí částice zachycující přebytečnou energii, například O + O2 + N2 → O3 + N2 nebo termolekulární krok výroby jodovodíku reakcí 2 I + H2 → 2 HI.
Termolekulární kroky se zpravidla vyskytují u reakcí, při nichž je jeden z reaktantů přítomen ve vysoké koncentraci (například jako rozpouštědlo).

## Souvislosti s dalšími parametry
Reakce prvního řádu (i jednomolekulární kroky) vykazují přímý vztah mezi rychlostní konstantou a poločasem reakce: {\textstyle t_{1/2}={\frac {\ln 2}{k}}}. Podle teorie přechodného stavu lze je rychlostní konstanta za dané teploty {\displaystyle k(T)} závislá na Gibbsově energii aktivace {\displaystyle {\Delta G^{\ddagger }=\Delta H^{\ddagger }-T\Delta S^{\ddagger }}} změně volné energie nutné k vytvoření přechodného stavu; tato energie zahrnuje změnu entalpie ({\displaystyle \Delta H^{\ddagger }}) i entropie ({\displaystyle \Delta S^{\ddagger }}) potřebnou k tomu, aby reakce proběhla:
Z teorie přechodného stavu vyplývá Eyringův vzorec {\textstyle k(T)={\frac {k_{\mathrm {B} }T}{h}}e^{-\Delta G^{\ddagger }/RT}} kde h je Planckova konstanta a R molární plynová konstanta; například reakce prvního řádu s rychlostní konstantou 10−4 s−1 bude mít poločas (t1/2) přibližně 2 hodiny a Gibbsova energie aktivace (ΔG‡) bude přibližně 96 kJ/mol.

## Závislost na teplotě
Závislost rychlosti reakce na její aktivační energii vyjadřuje Arrheniova rovnice, z níž pro rychlostní konstantu vyplývá:
{\displaystyle k(T)=Ae^{-E_{\mathrm {a} }/RT}}
Rychlost reakce je pak dána tímto vzorcem:
{\displaystyle r=Ae^{-E_{\mathrm {a} }/RT}[\mathrm {A} ]^{m}[\mathrm {B} ]^{n},}
kde Ea je aktivační energie, R molární plynová konstanta, a m a n jsou experimentálně zjištěné částečné řády reakce pro látky [A] a [B]. Protože závislost energie molekul na teplotě T odpovídá Boltzmannovu rozdělení, tak je podíl srážek s energií větší nebo rovnou Ea přímo úměrný hodnotě {\displaystyle e^{\frac {-E_{a}}{RT}}}. Konstanta úměrnosti A se označuje jako frekvenční faktor a zohledňuje četnost srážek molekul reaktantů a pravděpodobnost, že při srážce dojde k účinné reakci; rozměr A je stejný jako pro rychlostní konstantu (m + n)-tého řádu.
Jiný model je odvozený na základě pokročilejších statisticky mechanických postupů z teorie přechodného stavu a označuje se jako Eyringova rovnice:
{\displaystyle k(T)=\kappa {\frac {k_{\mathrm {B} }T}{h}}(c^{\ominus })^{1-M}e^{-\Delta G^{\ddagger }/RT}=\left(\kappa {\frac {k_{\mathrm {B} }T}{h}}(c^{\ominus })^{1-M}\right)e^{\Delta S^{\ddagger }/R}e^{-\Delta H^{\ddagger }/RT},}
kde ΔG‡ je Gibbsova energie aktivace, parametr zahrnující změnu entalpie i entropie potřebné k vytvoření přechodného stavu. K výpočtu tohoto parametrů slouží závislost ΔG‡ na teplotě, entalpie aktivace ΔH‡, a entropie aktivace ΔS‡, přičemž platí ΔG‡ = ΔH‡ − TΔS‡. Gibbova energie aktivace zahrnuje aktivační energii i pravděpodobnost vhodné srážky, zatímco hodnota kBT/h vyjadřuje četnost srážek molekul.
Faktor (c⊖)1-M zajišťuje správný rozměr rychlostní konstanty pro případy, kdy je molekularita přechodného stavu 2 nebo vyšší. c⊖ označuje standardní koncentraci, ve stejných jednotkách jako koncentrace reaktantů (obvykle je c⊖ = 1 mol/l), a M je moleckularita přechodného stavu. Parametr κ, většinou považovaný za rovný 1, se nazývá transmisní koeficient.
Největší rozdíl mezi těmito modely spočívá v tom, že Arrheniova teorie popisuje (jedno- nebo vícekrokovou) reakci jako celek, zatímco model teorie přechodného stavu započítává jednotlivé dílčí kroky. Srovnatelné jsou pouze u reakcí skládajících se z jediného kroku.
Dalším způsobem modelování závislosti rychlostní konstanty na teplotě je postup založený na srážkové teorii, kde se reaktanty považují za tvrdé koule s určitými účinnými průřezy. Vzorec pro rychlostní konstantu je podle tohoto modelu funkčně podobný Arrheniově i Eyringově rovnici:
{\displaystyle k(T)=PZe^{-\Delta E/RT},}
kde P je sterický (též pravděpodobnostní) faktor, Z četnost srážek, a ΔE aktivační energie. Parametr {\displaystyle Z\propto T^{1/2}}, vyjadřující závislost k na teplotě, se od liší Arrheniova i Eyringova modelu liší.

### Srovnání modelů
Všechny uvedené modely vyjadřují závislost rychlostní konstanty k na teplotě pomocí rovnice typu:
{\displaystyle k(T)=CT^{\alpha }e^{-\Delta E/RT}}
pro konstantu C, kde α má u Arrheniovy teorie hodnotu 0, u srážkové je 1/2, a u teorie přechodného stavu 1. Experimentálně obvykle nelze určit, který model je nejpřesnější; všechny jsou založeny na předpokladech, kde některé nemusí být reálné, a představují odlišné pohledy na proces.

## Jednotky
Jednotka rychlostní konstanty záleží na celkovém řádu reakce.
Jestliže je koncentrace udávána v mol·l−1 (zkráceně M), pak
- Pro řád (m + n) je jednotkou mol1−(m+n)·l(m+n)−1·s−1 (neboli M1−(m+n)·s−1)
- Při řádu 0 je jednotkou rychlostní konstanty mol·l−1·s−1 (neboli M·s−1)
- Při řádu 1 je jednotkou s−1
- Řádu 2 odpovídá jednotka l·mol−1·s−1 (jinak: M−1·s−1)
- Při řádu 3 má rychlostní konstanta jednotku l2·mol−2·s−1 (též M−2·s−1)
- Řádu 4 odpovídá jednotka L3·mol−3·s−1 (M−3·s−1)

## Výpočty
Rychlostní konstantu lze spočítat na základě molekulově dynamických simulací.
Jedním z postupů je výpočet střední doby setrvání molekuly ve stavu reaktantu; ten nelze provést u malých soustav s krátkými dobami setrvání. Jednodušší je teorie děleného sedla (DST) a používá se také Bennettova-Chandlerova metoda.